# Folkloretanzensemble Thea Maass
Das Folkloretanzensemble „Thea Maass“ der TU Dresden ist ein 1950 an der Technischen Hochschule Dresden gegründetes Amateurtanzensemble zur Pflege und Wiederbelebung deutscher Folklore. Benannt ist das Ensemble seit 1990 nach der Choreografin und Tanzregisseurin Thea Maass (1908–1989). Gepflegt werden soll traditionelle Folklore in ihrer ganzen Vielfalt. Das Ensemble ist regelmäßig international bei Folklorefestivals der CIOFF (Internationaler Rat für die Organisation von Folklorefestivals und Volkskunst) vertreten und nimmt an Tanzwettbewerben teil.
Das Folkloretanzensemble „Thea Maass“ der TU Dresden ist Mitglied bei:
- CIOFF (Internationaler Rat für die Organisation von Folklorefestivals und Volkskunst; in Partnerschaft der UNESCO)
- DBT e. V. (Deutscher Bundesverband Tanz)
- SLVT e. V. (Sächsischer Landesverband Tanz)